# Vsauce
Vsauce est une chaîne éducative anglophone sur YouTube présentant plusieurs vidéos sur des sujets examinés avec une approche scientifique,,,,. L'animateur principal de la chaîne, Michael Stevens, aborde des sujets scientifiques et philosophiques de manière interdisciplinaire en utilisant un vocabulaire simple.

## Animateurs

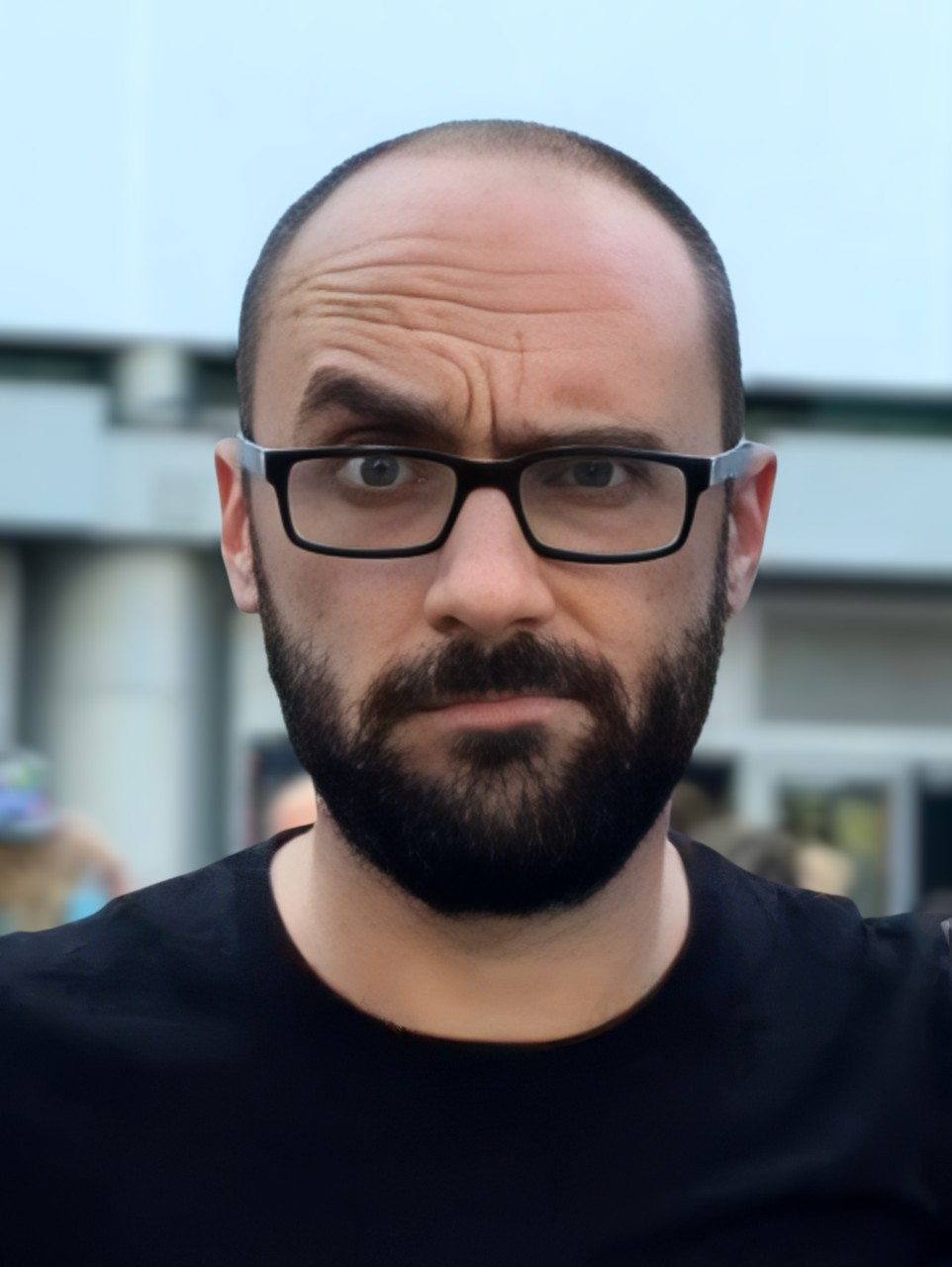
Michael Stevens est l'animateur principal de Vsauce.

### Michael Stevens
Michael Stevens est né le 23 janvier 1986 à Kansas City (Missouri). Quand il est âgé de 5 ans, sa famille va s'installer à Stilwell (Kansas). Sa mère travaillait dans une école locale et son père était ingénieur chimiste. Il a étudié à la Blue Valley Highschool et en 2004, il suit des cours de neuropsychologie, de langue et de littérature anglaise à l'université de Chicago, qu'il achèvera en 2008. Pendant ses études, il découvre sa passion pour le tournage de vidéos. En 2010, il découvre le site Vsauce.com sur Fakenamegenerator.com et obtient les droits de la chaîne Vsauce sur YouTube, puisque celle-ci était inactive. Ainsi, il travaille chez Google depuis 2011 et habite Londres depuis 2012 .

## Statistiques
Statistiques du 19 décembre 2016
| Chaîne          | Abonnés    | Vues          | Réf    |
| --------------- | ---------- | ------------- | ------ |
| Vsauce          | 11 263 137 | 1 099 338 640 | [ 8 ]  |
| Vsauce2         | 3 735 745  | 560 634 202   | [ 9 ]  |
| Vsauce3         | 3 116 177  | 291 528 448   | [ 10 ] |
| Vsauce Leanback | 66 357     | 17 480 271    | [ 11 ] |
| WeSauce         | 183 319    | 4 218 565     | [ 12 ] |
| Total           | 18 364 735 | 1 973 200 126 |        |

## Émissions
La chaîne présente 4 segments récurrents : « Dot. », « Lüt », « IMG » et « DONG ».
Dot. présente le principal animateur de Vsauce, Michael Stevens, répondant à des questions diverses. Lüt, toujours animé par Stevens, montre des produits qui peuvent être achetés sur Internet. Dans IMG, Stevens présente les meilleures images de la semaine prises sur Internet. DONG (Do Online Now Guys) montre les meilleurs choses qui peuvent être faites sur Internet, souvent suggérées à Michael Stevens par ses fans via des messages envoyés par Twitter, Facebook et YouTube.
L'une de ses vidéos, What if Everyone on Earth jumped at the same time?, a été diffusée par le Huffington Post. Vsauce a affiché l'une des croissances de fréquentation les plus rapides lors du mois de septembre 2012, atteignant un million d'abonnés,.

## Collaborations
Vsauce a collaboré avec la chaîne Veritasium sur deux vidéos traitant de l'aléatoire. Vsauce a également collaboré avec Minute Physics sur deux vidéos : Guns in Space et What if the Earth were Hollow?,. La chaîne a aussi collaboré avec Periodic Videos.
Stevens anime également l’émission Mind Field sur la chaine Youtube Vsauce.